# アブ・サイード・チョードリー
アブ・サイード・チョードリー（Abu Sayeed Chowdhury、ベンガル語: আবু সাঈদ চৌধুরী、1921年1月31日 – 1987年8月2日）は、バングラデシュの法律家、大統領。また、国際連合人権委員会委員長、ダッカ大学副学長、外務大臣、バングラデシュにとって初代となるイギリス駐在の高等弁務官（イギリス連邦加盟国間で特命全権大使の代わりに交換する外交使節長）なども歴任した。

## 生い立ちと教育
チョードリーは、1921年1月31日にタンガイル地区のナグバリ (Nagbari) で、ザミーンダール（ザミーンダーリー制度のもとで徴税請負人でもあった封建地主）の家に生まれた。父アブドゥル・ハミード・チョードリー (Abdul Hamid Chowdhury) は、ザミーンダールであり、後には東パキスタン州議会の議長も務めた人物であった。父チョードリーは、イギリス領インド帝国から「カーン・バハドゥール」の称号を与えられていたが、後には、イギリスの残虐行為や帝国に反対する運動に加わる中で、この称号を捨てた。
チョードリーは、1940年にカルカッタのプレジデンシー・カレッジを卒業した。1942年には、カルカッタ大学から修士号と法律学位を取得し、第二次世界大戦後にはロンドンで法曹資格を得た。

## 経歴
チョードリーは、1947年にカルカッタ高等裁判所に弁護士登録し、インド・パキスタン分離独立後はダッカに赴き、1948年にダッカ高等裁判所に弁護士登録した。1960年、彼は東パキスタン法務官に任命された。1961年7月7日には、さらに、ダッカ高等裁判所の追加判事 (Additional Judge) に昇任した。この前後には、1960年から1961年にかけて憲法委員会 (Constitution Commission) 委員、1963年から1968年にかけてベンガル開発委員会 (Bengali Development Board) 委員長も務めた。

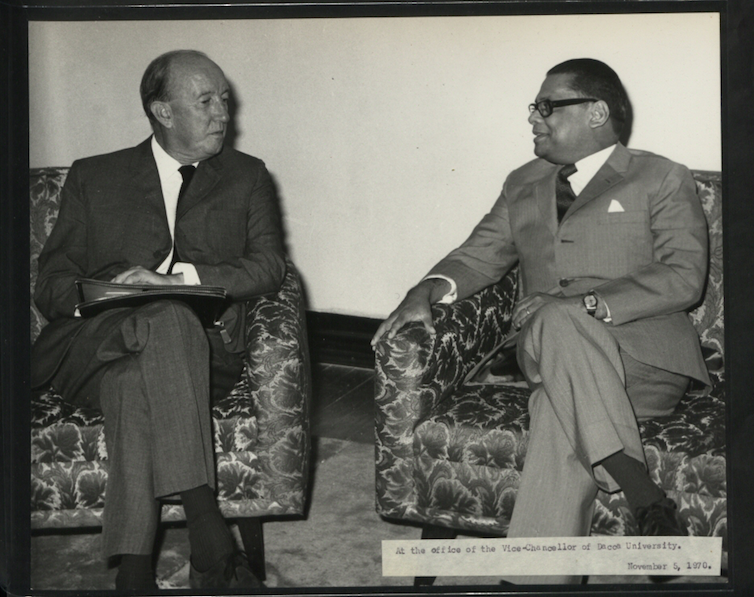
イギリス教育調査団 (British Educational Survey Team) のジェームズ卿の訪問を受けるチョードリー、1970年。

1969年、チョードリーはダッカ大学の副学長に任命された。1971年、ジュネーブに滞在していた彼は、パキスタン軍による東パキスタンにおけるジェノサイド行為に抗議して、この職を辞した。ジュネーブからイギリスに赴いた彼は、バングラデシュ暫定政府の特使となった。1971年4月24日には、亡命ベンガル人たちによって、暫定政府傘下の組織「在英バングラデシュ人民共和国評議会 (The Council for the People's Republic of Bangladesh in UK) がイギリスのコヴェントリーで結成され、評議会の運営委員会5人が選出された。チョードリーは、1971年8月1日から1972年1月8日まで、ロンドン駐在のバングラデシュ人民共和国高等弁務官 (High Commissioner for the People's Republic of Bangladesh, London) となった。

### バングラデシュ大統領
解放後、チョードリーはダッカに戻り、1972年1月12日にバングラデシュの大統領に選出された。1973年4月10日、再び大統領に選ばれたが、大統領職は同年12月に辞職し、外交特使となった。1975年4月8日、シェイク・ムジブル・ラフマン大統領の下の内閣に港湾担当大臣として入閣した。ラフマンが暗殺された後、8月にはカンデカル・モシュタク・アハメド大統領の下で外務大臣となり、11月7日までその職にあった

### 国際連合
1978年、チョードリーは国際連合の差別防止・少数者保護のための小委員会 (the United Nations Sub-committee on Prevention of Discrimination and Protection of Minorities) の委員の一人に選ばれた。1985年には、国際連合人権委員会の委員長に選出された。ヴィシュヴァ・バラティ大学（通称・タゴール国際大学）は、最高記章である「Deshikottam」を彼に贈った。カルカッタ大学は名誉学位として法学博士を贈った。
チョードリーは、1987年8月2日に、ロンドンで心臓発作のため死去し、生まれ故郷の村であるタンガイル地区のナグバリに埋葬された。享年66。

## 著書
- Probashe Muktijuddher Dinguli
- Manobadhikar
- Human Rights in the Twentieth Century
- Muslim Family Law in the English Courts[7]